# پردیس سینمایی زندگی
پردیس سینمایی زندگی مجموعه‌ای فرهنگی-تجاری در غرب تهران است که دارای پنج سالن سینما، سالن تئاتر، مرکز خرید و رستوران می‌باشد. این مجموعه در بزرگراه آیت‌الله کاشانی، بلوار اباذر قرار دارد و روبه‌روی بیمارستان پیامبران واقع شده‌است.
به گفتهٔ علی‌اکبر تشکری‌نیا مدیرعامل شرکت توسعه فضاهای فرهنگی شهرداری تهران، پردیس سینمایی زندگی نخستین پردیس واگذار شده به بخش خصوصی است.

## پلمپ به دلیل پخش فوتبال برای زنان
پردیس سینمایی زندگی در خرداد ۱۳۹۱ به دلیل فروش بلیت مسابقات فوتبال جام ملت‌های اروپا (یورو ۲۰۱۲) به زنان، به دست نیروی انتظامی و اداره اماکن، پلمپ شد.
با وجود آن که اعلام شده بود پردیس سینمایی زندگی براساس هماهنگی‌های صورت داده با ادارهٔ اماکن بلیت‌های دو بازی انگلستان و فرانسه و اوکراین و سوئد را برای خانم‌ها و آقایان به فروش می‌رساند، چند ساعت پیش از شروع فوتبال، هنگامی که فیلم‌های سینمایی در پنج سالن سینمای پردیس زندگی در حال نمایش بود، ماموران ادارهٔ اماکن مخاطبان را از سالن‌های نمایش دهندهٔ فیلم بیرون کردند و این پردیس سینمایی را پلمپ کردند. توجیه ماموران پلمپِ سالن این بود که «براساس اعلام ارشاد برای نمایش بازی فوتبال در سینما نیاز به مجوز اداره اماکن هست که این مجوز فقط برای پخش بازی‌ها برای مردان صادر شده‌است.» همچنین یکی از سالن‌های پردیس سینمایی ملت نیز به همین دلیل پلمب شد.
در روزهای بعد این پردیس با دادن تعهد برای عدم پخش فوتبال رفع پلمپ شد.